# Шляков, Сергей Анатольевич
Сергей Анатольевич Шляков — российский государственный деятель. Генерал-полковник. Первый заместитель министра Российской Федерации по делам гражданской обороны, чрезвычайным ситуациям и ликвидации последствий стихийных бедствий (2013—2015). Действительный государственный советник Российской Федерации 1 класса.

## Биография
Родился 5 октября 1955 года в Челябинске.
Закончил Челябинское высшее танковое командное училище имени 50-летия Великого Октября, по специальности «командная тактическая танковых войск»
1986 г. — Военную академию бронетанковых войск, с отличием, по специальности «командно-штабная оперативно-тактическая», квалификация — офицер по управлению боевыми действиями;
2002 г. — Российскую академию государственной службы при Президенте Российской Федерации.
1988 год — участник ликвидации аварии на Чернобыльской атомной станции.
1992 год — начальник штаба миротворческого контингента на территории Южной Осетии.
1995 год — руководитель поисковых работ во Вьетнаме после катастрофы авиагруппы «Русские витязи».
1997 год — начальник штаба оперативной группы по ликвидации последствий катастрофы авиалайнера «Руслан» в Иркутске.
1999 год — заместитель начальника департамента управления МЧС.
1999 год, Швейцария — руководитель группы по координации вопросов оказания гуманитарной помощи населению Югославии.
2000 год — заместитель начальника Департамента гражданской защиты МЧС России.
2000 год — начальник оперативного штаба при сходе селей в Тырныаузе (Кабардино-Балкария).

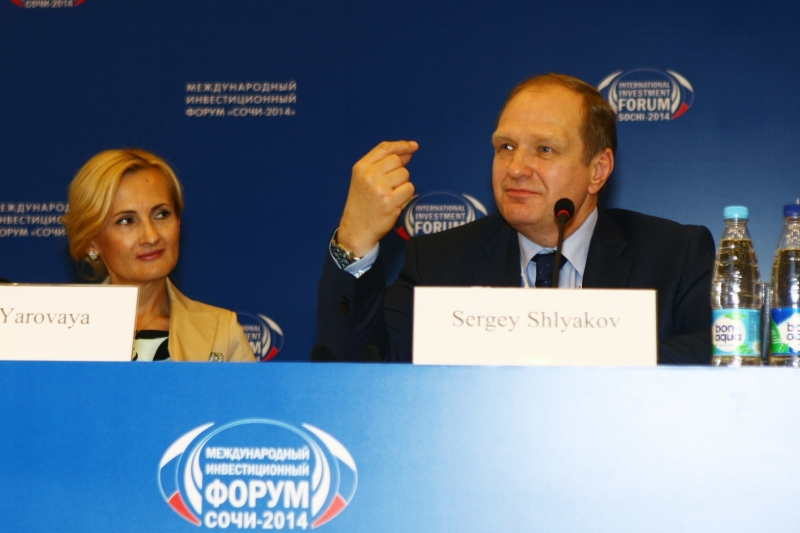
Первый заместитель министра МЧС России Сергей Шляков на форуме «Сочи-2014»

2008 год — заместитель руководителя регионального оперативного штаба по ликвидации последствий вооруженного конфликта на территории Южной Осетии.
С 12 февраля 2009 года — начальник Федерального государственного образовательного учреждения высшего профессионального образования «Академия гражданской защиты Министерства Российской Федерации по делам гражданской обороны, чрезвычайным ситуациям и ликвидации последствий стихийных бедствий» в форме военного образовательного учреждения высшего профессионального образования. Кандидат наук.
С 2012 по 2013 — заместитель Министра Российской Федерации по делам гражданской обороны, чрезвычайным ситуациям и ликвидации последствий стихийных бедствий
С 1 августа 2013 по 30 сентября 2015 — первый заместитель Министра Российской Федерации по делам гражданской обороны, чрезвычайным ситуациям и ликвидации последствий стихийных бедствий;
25 июля 2018 — задержан в Московской области по подозрению в мошенничестве, сообщает "Интерфакс"со ссылкой на источник.
По словам источника, задержание произошло в подмосковном поселке Медвежьи Озера после обысков в его доме. Источник добавил, что господин Шляков подозревается в нарушениях при строительстве и закупках для МЧС в 2013—2015 годах, когда он был первым заместителем главы министерства Владимира Пучкова.
20 апреля 2021 года суд приговорит Шлякова к 5 годам тюрьмы по делу об афере с должностью губернатора Ярославской области.

## Государственные награды
Награждён: орденом «За военные заслуги» (23.08.1996 г.), орденом Почета (27.02.2003 г.), орденом «За заслуги перед Отечеством» IV ст. (04.01.2009 г.), медалями: «За безупречную службу» 3 ст. (18.01.1983 г.), «За безупречную службу» II ст. (11.01.1988 г.), «За отличие в военной службе» 1 ст., «За безупречную службу» (13.12.2001 г.), «XV лет МЧС России» (07.12.2005 г.), «За пропаганду спасательного дела» (13.12.2007 г.), нагрудными знаками МЧС России: «За заслуги» (21.12.1999 г.), «Почётный знак МЧС России» (20.02.2001 г.